# 加納久堅
加納 久堅（かのう ひさかた）は、伊勢国八田藩主。官位は従五位下・近江守。一宮藩加納家2代。紀州藩士・加納政信の子。

## 生涯
正徳元年（1711年）、紀州藩士・加納政信の五男として生まれる。元文4年（1739年）に廃嫡された従兄の八田藩世子加納久武に代わり、叔父の藩主加納久通の養子となった。
宝暦元年（1751年）、大番頭となる。宝暦13年（1763年）、奏者番、従五位下・近江守。
明和4年（1767年）、若年寄となる。寛延元年（1748年）、養父である久通が死去したため、家督を相続する。その後、長男・久致が早世したため、大岡忠光の次男・久周を養子に迎え、松平信礼の娘を養女として嫁した。
天明6年（1786年）、死去。享年76。養嗣子の久周が家督を継いだ。

## 系譜
父母
- 加納政信（実父）
- 加納久通（養父）

正室
- 立花貫長の娘

子女
- 加納久致（長男）
- 京極高品室

養子女
- 加納久周 - 大岡忠光の次男
- 禎 - 加納久周正室、松平信礼の娘